# Prachatické muzeum
Prachatické muzeum je příspěvková organizace  Jihočeského kraje, který je zřizovatelem muzea.. Sídlí v Sitrově domě na hlavním náměstí v Prachaticích. Užívá též budovu v Neumannově ulici čp. 183, jejímž vlastníkem je Jihočeský kraj a která vznikla jako přístavba budovy Sitrova domu.

## Historie
Prachatické muzeum bylo založeno roku 1904 místním muzejním spolkem a původně bylo umístěno v přízemí budovy městské radnice. V roce 1946 bylo přemístěno do domu Žďárských č.p. 13 na severní straně Velkého náměstí, zvaného rovněž Sitrův dům, kde se nachází dosud.

## Budova
Sitrův dům, v němž se muzeum nachází, je měšťanský dům s gotickým jádrem, o němž se nejstarší písemná zmínka dochovala z roku 1555. V roce 1604 byl na příkaz tehdejšího nového majitele, volyňského měšťana Ambrože Sitra, přestavěn vlašským stavitelem z Českých Budějovic Josefem Fargitem v renesančním stylu.
Je bohatě malířsky vyzdoben a díky tomu patří k nejkrásnějším a umělecky nejcennějším domům ve městě. Výtvarnou výzdobu vytvořil malíř Šebestián Hájek. Mezi okny a pod okny lze zhlédnout alegorické postavy Ctností (spravedlnost, trpělivost, opatrnost a statečnost) a pod lunetovou římsou portrétní galerii deseti českých panovníků. V kartuších ve vlysu se nacházejí znaky království, císařství a města Prachatice. Budova prošla několika rekonstrukcemi, nejvýznamnější z nich se uskutečnila v letech 1987–1993.

## Expozice
Muzeum má stálé výstavy:
- „Prachatice – pohled do minulosti města“
- „Renesance – zlatý věk města“
- „Zlatá stezka“ a doprovodná expozice „Hrady na Zlaté stezce“
- „Muzeum za císaře pána“
- „Životní pouť svatého Jana Nepomuka Neumanna“

Stálé expozice jsou pravidelně doplňovány výstavami krátkodobými.

## Výzkumná činnost
Muzeum vyvíjí bohatou výzkumnou a publikační činnost. 

### Výzkum Zlaté stezky
Klíčovým tématem dlouholetého výzkumu Prachatického muzea je historický a archeologický výzkum Zlaté stezky.

## Ediční činnost

### Sborník Zlatá stezka
Prachatické muzeum je od roku 1994 vydavatelem sborníku Zlatá stezka. 
Významným autorem knih o historii Prachatic, Prachaticka a Šumavy je zejména dlouholetý bývalý ředitel Prachatického muzea a kronikář Prachatic, historik Mgr. Pavel Fencl.

## Edukační programy pro školy
Muzeum nabízí zejména prachatickým školám edukační programy navazující na své sbírky a výzkumnou činnost.

## Výroční zpráva
Muzeum seznamuje veřejnost s výsledky své činnosti a hospodařením každoročně ve své výroční zprávě, která je vydávána v tištěné formě a zveřejňována digitálně na webové stránce muzea. Zprávy (do roku 2015 označované jako "Ročenka Prachatického muzea") podrobně rozebírají v ustálené struktuře výsledky odborné a provozní činnosti muzea.
- Prachatické muzeum. Výroční zpráva 2016[7]